# Brug 1196
Brug 1196 is een bouwkundig kunstwerk in Amsterdam-Zuidoost.
De brug is gelegen in een voetpad in het park Bijlmerweide en overspant een ringwater om een eiland.  
De eerste brug die hier werd neergelegd dateerde uit 1970. Dirk Sterenberg van de Dienst der Publieke Werken ontwierp een bijna tien meter lange houten voetbrug die zonder brugpijlers over het water hing. Het park droeg toen nog de naam Gaasppark. Liggers, leuningen en balustraden werden gevormd door dikke houten balken, een bouwwijze die Sterenberg gebruikte voor een veelvoud aan parkbruggen.
In 2015 waren die bruggen in de Bijlmerweide vermolmd, verweerd en versleten, bovendien moesten ze ook de karretjes van de gemeentereiniging en –hersteldiensten (maximaal 5 ton) kunnen gaan dragen en daar waren ze niet op gebouwd. Stadsdeel Zuidoost gaf opdracht aan ipv Delft twaalf verschillende bruggen te ontwerpen (meerdere bruggen hebben hetzelfde ontwerp), die toch een eenheid zouden vormen in het park. Er kwam het waterbouwkundig aannemingsbedrijf Jos Scholman aan te pas de bruggen in te passen. Ipv Delft ontwierp een soort standaardmodel dat steeds indien nodig aangepast kon worden. Om de eenheid te bewaren zijn al die bruggen voorzien van cortenstalen randliggers (de buitenste liggers) en dito balusters. Opvallend is dat de balustraden met houten leuningen enigszins naar buiten wijken, bovendien gaan ze mee met de welving van de brug, ipv Delft omschreef het als "waaiervorm". 
<<< · 1100 · 1101 · 1107 · 1008 · 1009 · 1110 · 1111 · 1119 · 1121 · 1122 · 1123 · 1124 · 1125 · 1126 · 1127 · 1128 · 1129 · 1130 · 1131 · 1132 · 1133 · 1134 · 1135 · 1139 · 1140 · 1141 · 1142 · 1143 · 1144 · 1145 · 1146 · 1148 · 1149 · 1150 · 1151 · 1152 · 1153 · 1154 · 1155 · 1156 · 1157 · 1159 · 1162 · 1163 · 1164 · 1165 · 1167 · 1170 · 1171 · 1172 · 1173 · 1174 · 1175 · 1176 · 1177 · 1179 · 1180 · 1181 · 1182 · 1183 · 1184 · 1186 · 1187 · 1188 · 1189 · 1190 · 1191 · 1192 · 1193 · 1194 · 1195 · 1196 · 1197 · 1198 · 1199 · >>>
Brugnummers 1102-1106 (gesloopt), 1112-1118 (gesloopt), 1120, 1136-1138, 1145, 1147, 1158 (onbekend), 1160, 1161, 1166, 1168, 1169, 1178 en 1185 (voetbrug Bijlmerweide bouw 1970, sloop 2015) zijn niet (meer) vergeven.